# Římskokatolická farnost – děkanství Varnsdorf
Římskokatolická farnost – děkanství Varnsdorf (lat. Warnsdorfium) je církevní správní jednotka sdružující římské katolíky na území města Varnsdorf a v jeho okolí. Organizačně spadá do děčínského vikariátu, který je jedním z 10 vikariátů litoměřické diecéze. Centrem farnosti je kostel svatého Petra a Pavla ve Varnsdorfu.

## Historie farnosti
Farnost je starobylá a existovala již před rokem 1384. Matriky zde byly vedeny od roku 1630. Farnost byla kanonicky znovuzřízena před rokem 1714. Od roku 1894 byla povýšena na děkanství.

### Duchovní správcové vedoucí farnost
Začátek působnosti jmenovaného v duchovní správě farnosti od:
- 1650 Andr. Graf
- 1715 Anton. Flor. Schossig
- 1718 Jos. Franc. Kelner
- 1753 Gotfried. Liesner
- 1759 Gotfried. Vetter
- 1765 Joan. Georg. Palme
- 1790 Ioan. Zephir Stolle (OFM Cap), † 25. 10. 1810[3]
- 1811 Joachim Liebisch,[4] n. 10. 10. 1780 Varnsdorf, o. 28. 3. 1804
- 1844 Jos. Němetz, n. 13. 12. 1798 Chabařovice, o. 7. 9. 1823
- 1850 Jos. Heller, n. 27. 6. 1800 Lbín, o. 3. 9. 1828
- 1854 chybí katalog
- 1855 Anton. Moeller, n. 6. 1. 1814 Liberec, o. 20. 8. 1837
- 1864 chybí katalog
- 1865 Franc. Wünsch, n. 19. 2. 1815 Štětí, o. 29. 7. 1841, † 17. 6. 1885
- 1886 Paul. Schirz, n. 30. 3. 1827 Lípa, o. 25. 7. 1851, † 30. 12. 1899
  - 1. 8. 1894 — říjen 1896 Augustin Fibiger, kaplan, n. 20. 11. 1868 Bakov nad Jizerou, o. 14. 5. 1894 Řím, † 8. 5. 1936 Litoměřice
- 1901 Josef Funk, n. 27. 12. 1867 Vroutek, o. 24. 5. 1891, † 7. 11. 1924
- 1909 Gustav Josef Möngler, n. 26.7.1866 v 6 hodin ráno Loučné u Jiříkova (Lučany), čp. 26; byl synem Gustava Mönglera, který byl synem Carla Mönglera a Rosalie roz. Wenzel; a Magdaleny, která byla dcerou Josefa Hase a Magdaleny roz. Herbrich; gymnaziální studia absolvoval na Gymnáziu v Bohosudově; filosoficko-teologická studia v Litoměřicích; vysvěcen byl 24.5.1891; stal se děkanem ve Varnsdorfu, † 26.7.1921
  - 1921 par. vacat, admin. interc. Jos. Jarschel
- 1922 Jos. Jarschel, n. 4. 7. 1870 Jiříkov, o. 5. 7. 1896, † 12. 10. 1931
  - 1931 par. vacat, admin. interc. Jos. Klaus
- 1932 Aemil. Elstner, n. 10.7.1893 Schönbach, o. 2. 7. 1916
- 1. 3. 1946 Jan Vraštil
- 1. 5. 1951 Mojmír Melan
- 1. 11. 1951 Reinhold Czejarek
- 9. 11. 1966 Jiří Mickel
- 1. 11. 1981 Alexej Baláž, děkan, † 3. 11. 2016
- 8. 11. 2016 Vojtěch Suchý, SJ, admin. exc. in materialibus
- 1. 12. 2016 Jacek Kotisz, admin. exc.[3]

Kromě kněží stojících v čele farnosti, působili ve farnosti v průběhu její historie i jiní kněží. Většinou pracovali jako farní vikáři, kaplani, katecheté, výpomocní duchovní aj.

#### Galerie duchovních

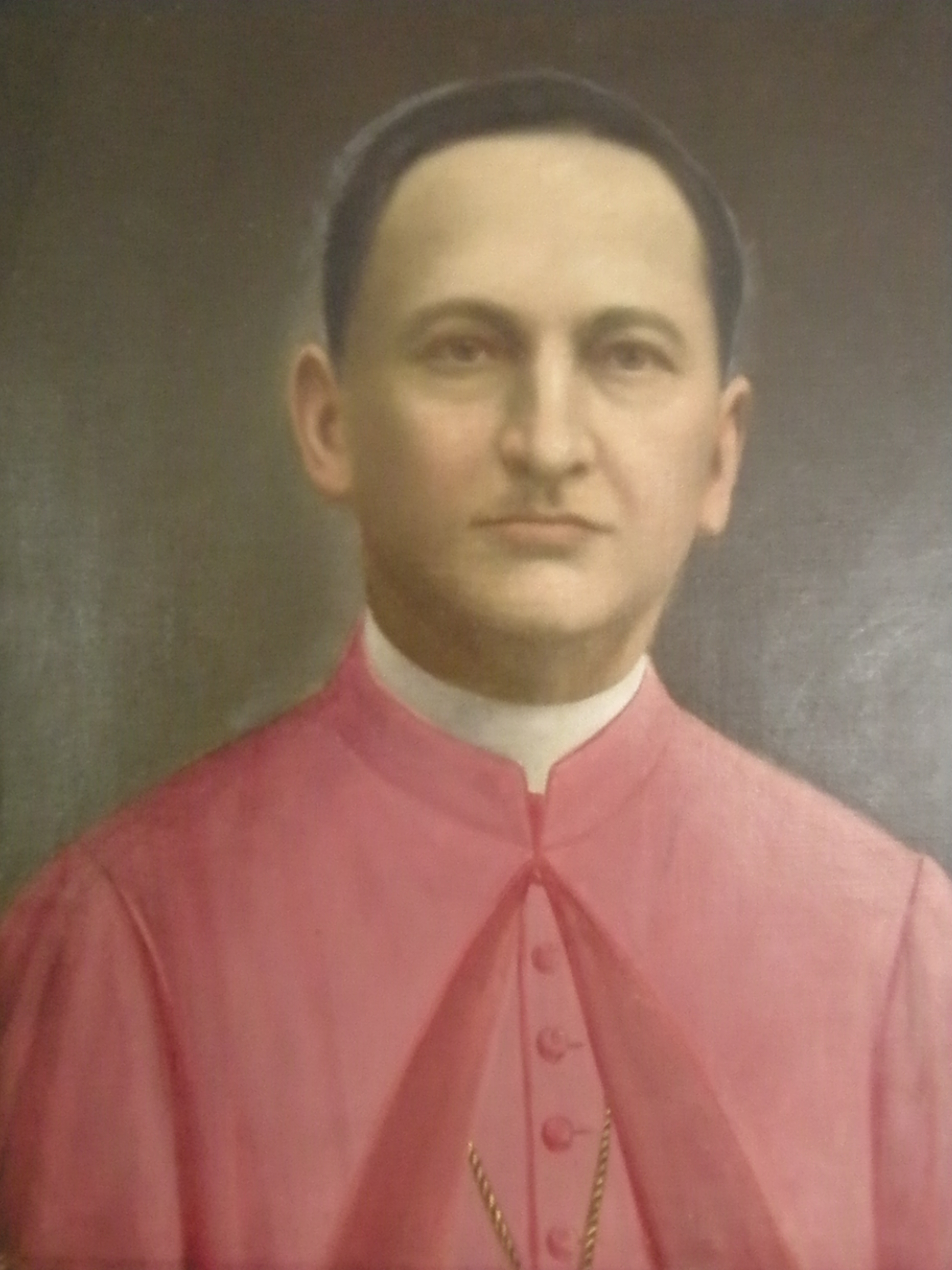
Augustin Fibiger
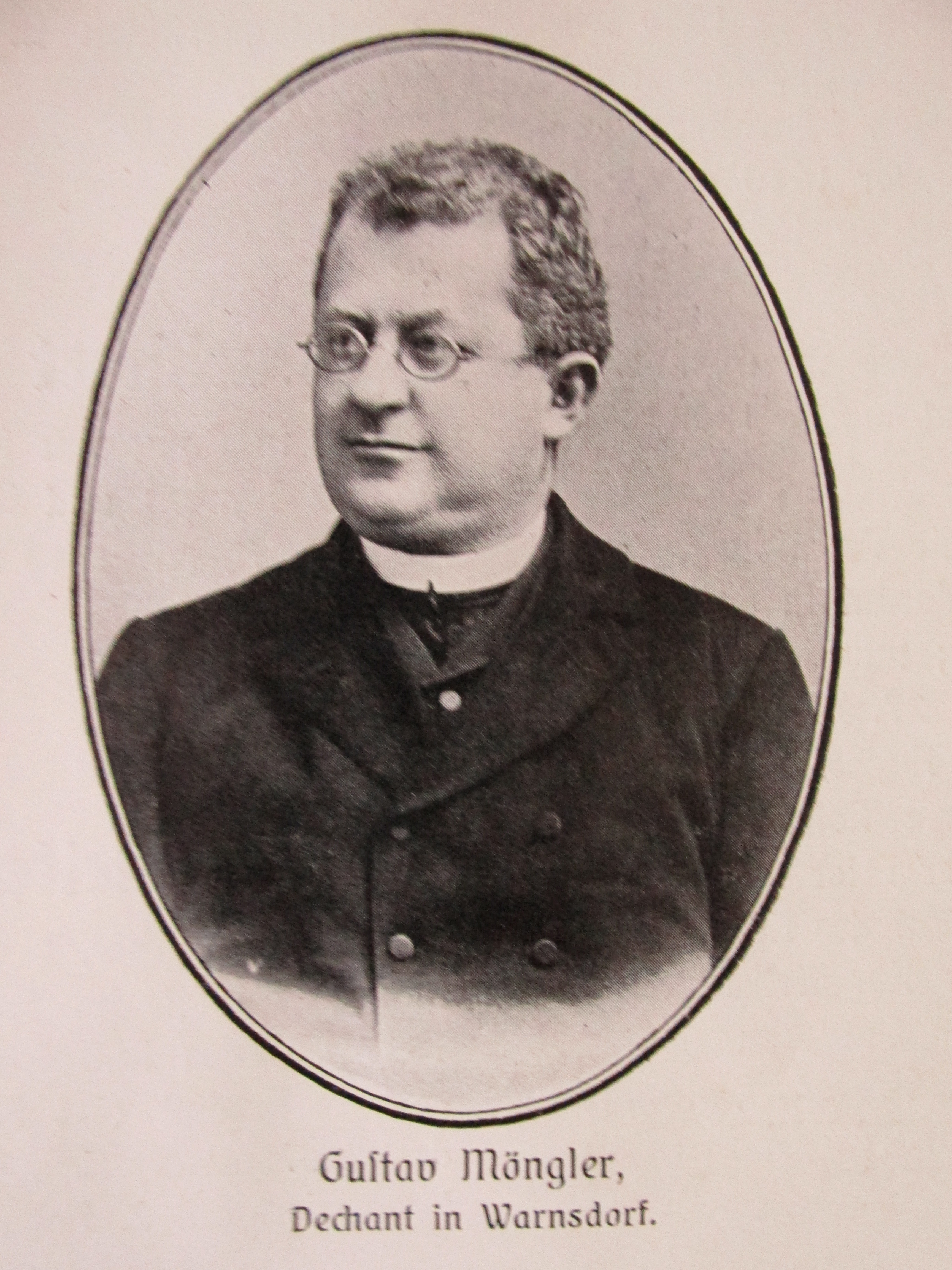
Gustav Josef Möngler, děkan ve Varnsdorfu
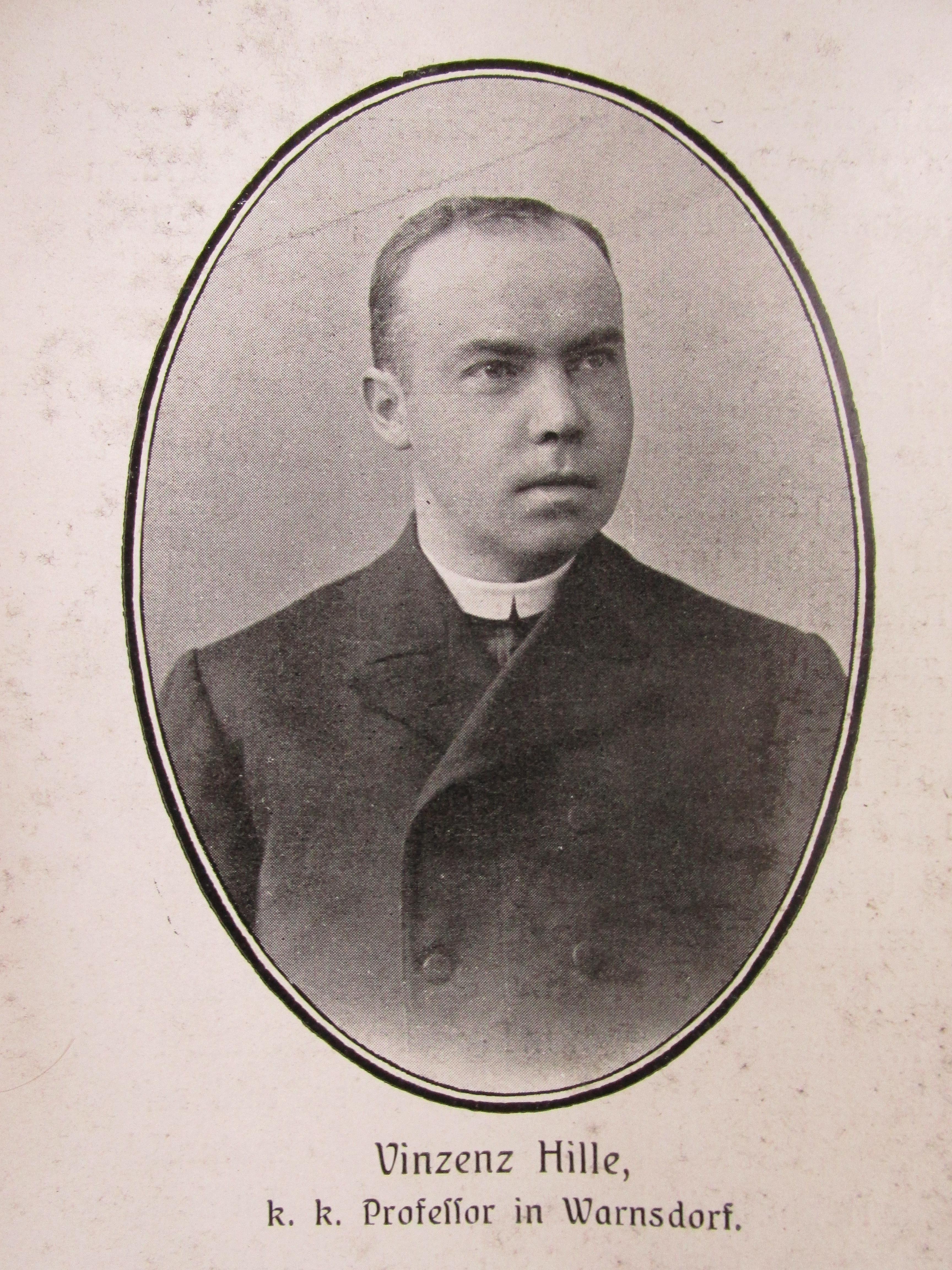
Winzenz Hille, profesor katechetiky ve Varnsdorfu od roku 1907
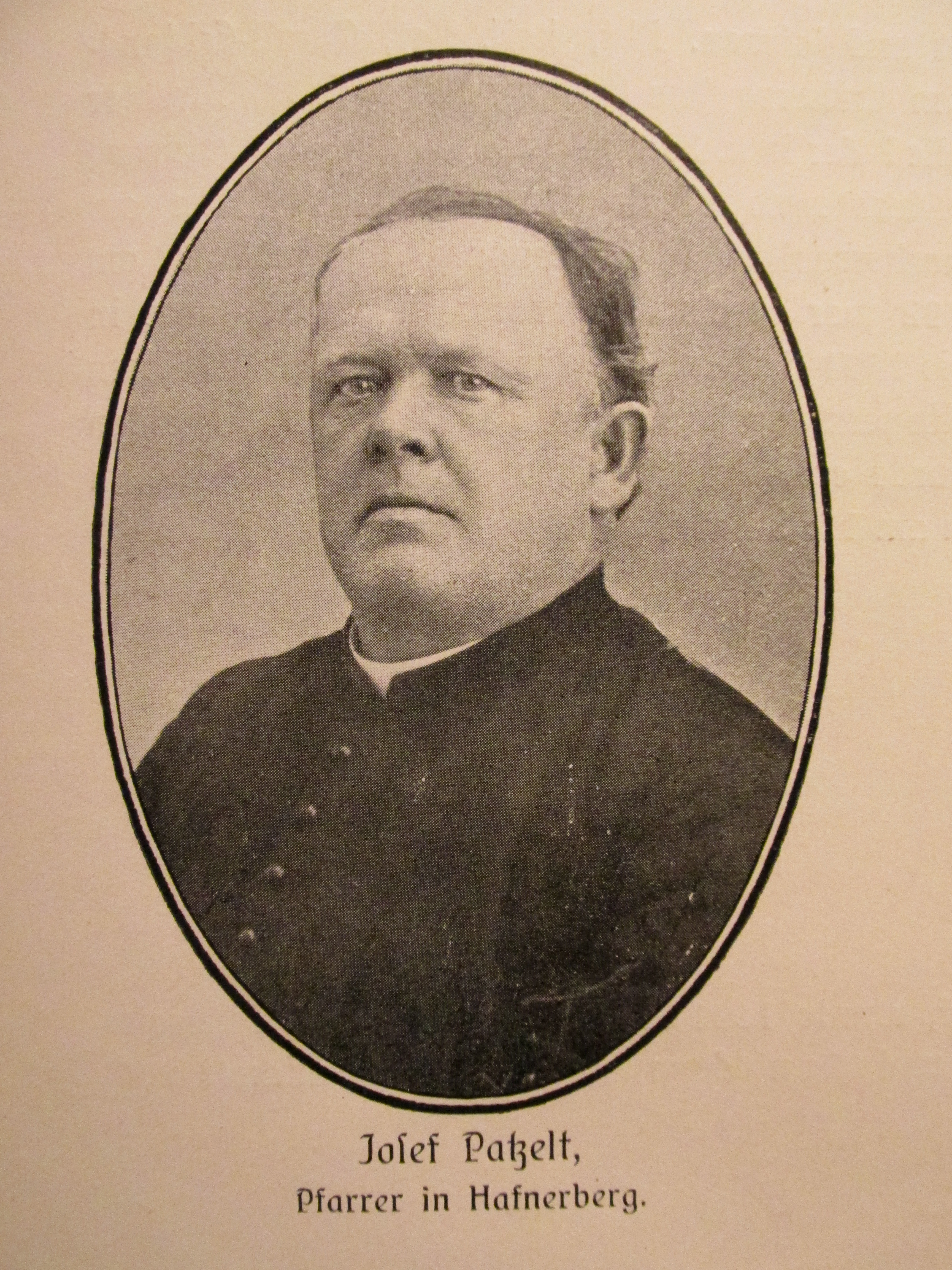
Josef Franz Patzelt, rodák z Varnsdorfu
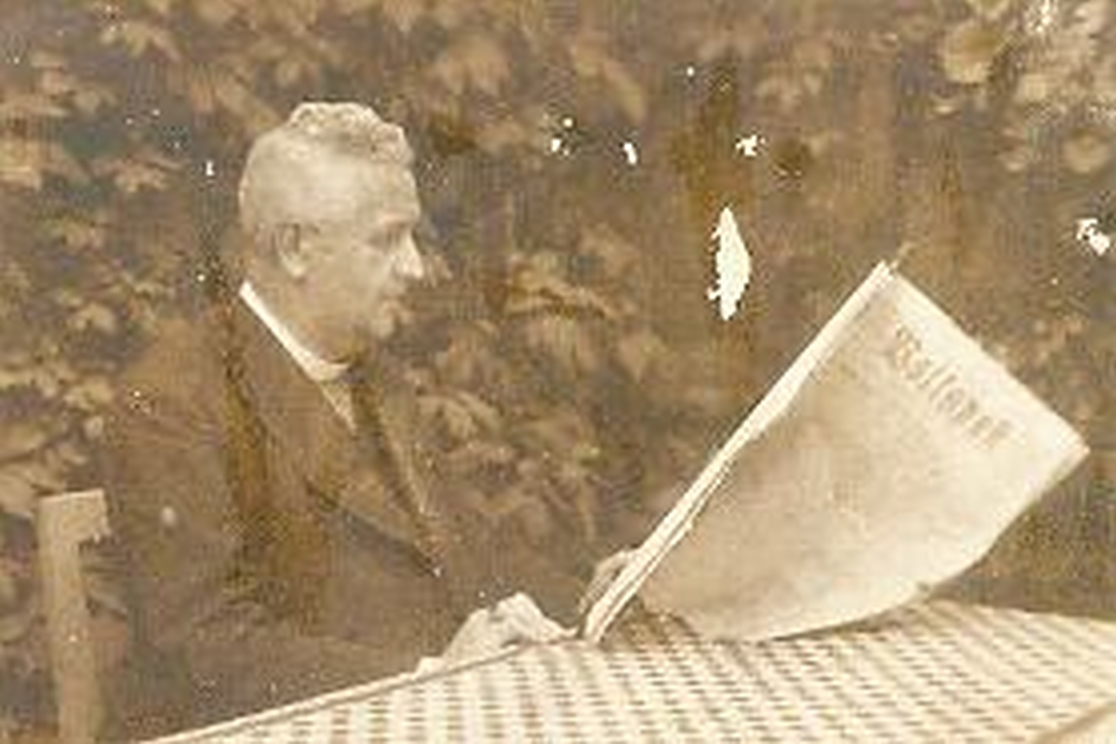
Josef Funk
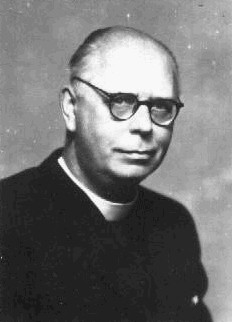
Jan Vraštil
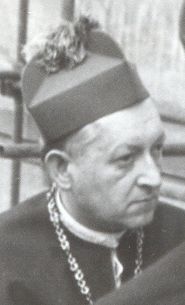
Mojmír Melan
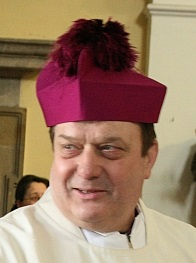
Alexej Baláž
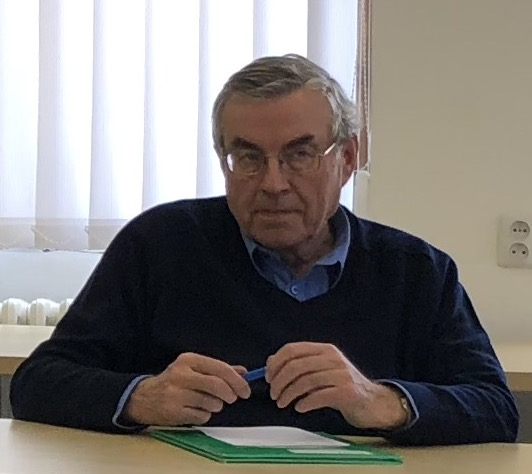
Vojtěch Suchý

### Kněží rodáci
- Josef Franz Patzelt (* 13. března 1853 Varnsdorf, čp. 92), byl synem Antona Patzelta – tkalce, vnukem Franze Patzelta – tkalce a Theresie roz. Lischka; matka se jmenovala Veronika, dcera Franze Seidkmanna – domkáře a Rosalie roz. Günnekrudové. Gymnaziální studia absolvoval na gymnáziu v Bohosudově a filosoficko-teologická studia v klášteře redemptoristů v Mauternu ve Štýrsku. Na kněze byl vysvěcen v roce 1876. Působil jako kooperátor ve Furthu, dále provisor ve Furthu, kooperátor v Badenu; farář v Drasenhofenu, kde se stal čestným občanem Drasenhofenu a od roku 1901 byl farářem v Hafnerbergu.

## Území farnosti
Do farnosti náleží území obce:
- Varnsdorf (Warnsdorf[p 2])

## Římskokatolické sakrální stavby na území farnosti
| | Fotografie | Stavba                        | Místo     | Bohoslužby                      | Zeměpisné souřadnice             | Status                | Číslo kulturní památky           |
| Kostely | Kostely    | Kostely                       | Kostely   | Kostely                         | Kostely                          | Kostely               | Kostely                          |
| --- | ---------- | ----------------------------- | --------- | ------------------------------- | -------------------------------- | --------------------- | -------------------------------- |
| 1. |            | Kostel sv. Petra a Pavla      | Varnsdorf | bližší informace o bohoslužbách | 50°54′44″ s. š., 14°37′13″ v. d. | děkanský farní kostel | 18203/5-4022 (Pk•MIS•Sez•Obr•WD) |
| 2. |            | Kostel sv. Karla Boromejského | Varnsdorf | bližší informace o bohoslužbách | 50°54′3″ s. š., 14°37′34″ v. d.  | filiální kostel       | 26839/5-4042 (Pk•MIS•Sez•Obr•WD) |
| Kaple |            |                               |           |                                 |                                  |                       |                                  |
| 3. |            | Hřbitovní kaple               | Varnsdorf | bohoslužby příležitostně        | 50°54′38″ s. š., 14°36′33″ v. d. | hřbitovní kaple       | —                                |
| Některé drobné sakrální stavby a pamětihodnosti lze dohledat zde v databázi Drobné sakrální památky Zaniklé sakrální stavby lze dohledat zde v databázi Poškozené a zničené kostely, kaple a synagogy v České republice |            |                               |           |                                 |                                  |                       |                                  |

Ve farnosti se mohou nacházet i další drobné sakrální stavby, místa římskokatolického kultu a pamětihodnosti, které neobsahuje tato tabulka.

## Příslušnost k farnímu obvodu
Z důvodu efektivity duchovní správy byl vytvořen farní obvod (kolatura) farnosti Dolní Poustevna, jehož součástí je i farnost – děkanství Varnsdorf. Od 3. listopadu 2016, kdy zemřel její děkan Alexej Baláž, je farnost – děkanství Varnsdorf spravována excurrendo. Přehled farních kolatur je v tabulce farních obvodů děčínského vikariátu.